# Barzona
La Barzona es una raza de ganado bovino seleccionada genéticamente de diversas vacas de razas de carne con el objetivo de ser una vaca resistente a las adversidades.

## Origen e Historia
Fue desarrollada en Estados unidos en la década de 1940 por un esfuerzo conjunto entre los ranchos "King Ranch" en Texas y el "Santa Gertrudis Ranch" de Arizona cuando comenzaron un programa de cría selectiva para desarrollar una raza de ganado bovino que pudiera adaptarse a climas adversos tales como el calor extremo y condiciones desérticas.
El resultado de este programa de cría selectiva fue la raza barzona, que recibió su nombre de la combinación de «Bar» (por el King Ranch) y «Zona» (por el Santa Gertrudis Division) y fue reconocida oficialmente en 1954.
En 1968 el ganado barzona fue reconocido genéticamente como una raza establecida, fue bien aceptado por los criadores comerciales, y se generó alta demanda por los toros barzona para usarlos en programas de cruzamiento.
En este año, se formó la “Asociación de criadores de Barzona de América” en Phoenix, Arizona.

## Características
Las vacas barzona son generalmente dóciles, tranquilas y fáciles de manejar en situaciones de pastoreo sin embargo los toros son considerados agresivos, lo que constituye a un inconveniente en cuanto al manejo.
La característica más destacada es su gran resistencia y adaptabilidad al entorno por lo que toleran altas temperaturas y condiciones climáticas extremas ya que han desarrollado mecanismos fisiológicos gracias a su cruza que les permiten regular su temperatura corporal pudiendo adaptarse a terrenos áridos y semidesérticos, sobreviviendo con pastos de baja calidad y recursos limitados.

### Peso
El peso promedio en su etapa adulta es de 900-1200 kg 

### Altura
La altura promedio en su etapa adulta es de 1,30-1,50 m.

### Pelaje y color
El color de la capa o pelaje del bovino barzona es rojo-café o marrón oscuro, varía en la tonalidad de color, pudiendo encontrar vacas barzona con pelaje más oscuro.
Su pelaje presenta un patrón de barras o rayas conocido como “barrado”, que fue una característica heredada del ganado cebú y son más notables en los bovinos jóvenes.

## Enfermedades
Tienen resistencia a los “parásitos” y al “ojo rosado” (Queratoconjuntivitis infecciosa bovina).  

## Genética
Las razas bovinas seleccionadas para formar la unión genética fueron:
- Vaca Hereford: querían específicamente la madurez temprana, el desarrollo de los cuartos traseros y la capacidad para prosperar en la condición corporal.

- Vaca Angus: querían la buena carcasa del canal (que es el peso de la res angus después de ser sacrificada), el marmoleado de la carne y ternero pequeño al nacer.
- Vaca Afrikander: se buscaba su buena producción de leche, ternero pequeño al nacer, piel y pelaje para tolerar el calor y los insectos.
- Vaca Santa Gertrudis: solo fueron elegidas por su genética shorthorn.